# Chonabibe
Chonabibe – polski zespół muzyczny wykonujący alternatywny hip-hop z wpływami reggae, soulu i muzyki elektronicznej. 
Grupa powstała w 2007 roku w Lublinie z inicjatywy lokalnych muzyków i aktywistów. W skład zespołu weszli wokaliści Hubert "Jahdeck" Pyrgies i Mateusz "Fat Matthew" Jaroszewski, perkusista Witold "V-tech" Walencik, klawiszowcy Bartłomiej "Check All" Grzechnik i Positivo oraz gitarzysta Artur "Yankee" Matusewicz.
W marcu 2011 roku grupa wydała mixtape Chonabibe Sound + Przyjaciele, na którym znalazło się ponadto siedemdziesięciu zaprzyjaźnionych artystów, takich jak: Grubson, Rahim, czy Rasmentalism. Latem Chonabibe wziął udział w festiwalach Sławska Noc Reggae i Reggae Dub Festival 2011 w Warszawie. W maju 2012 roku formacja opublikowana teledysk do utworu "Z muzyką być" będcy efektem prac nad pierwszą płytą. Wideoklip został zrealizowany przez GrzVideos. W czerwcu 2013 roku ukazał się drugi teledysk Chonabibe - "Chodzę własnymi drogami" zwiastujący debiutancki album formacji. Obraz zrealizowany przez zespół filmowy Black Media powstał we współpracy z oficyną MaxFloRec. Piosenka dotarła do 8. miejsca Lista Przebojów z Charakterem audycji rozgłośni radiowej RDC.
W styczniu 2014 roku grupa podpisała kontrakt wydawniczy z wytwórnią muzyczną Urban Rec. Następnie w lutym został opublikowany teledysk "Szczerze mówiąc" będący pierwszym efektem współpracy z tąże oficyną. Debiutancki album zespołu zatytułowany Migracje trafił do sprzedaży 8 marca. Produkcja zadebiutowała na 20. miejscu polskiej listy przebojów - OLiS. Materiał został zmiksowany przez DJ-a BRK, natomiast mastering wykonał znany z występów w zespole Skalpel - Marcin Cichy. Premierę płyty poprzedził opublikowany także w marcu teledysk do utworu "Co to jest". W kwietniu formacja dała koncert w ramach audycji "Ministerstwo dźwięku" emitowanej w Programie IV Polskiego Radia.
Także w kwietniu do sprzedaży trafił album Junior Stressa - Sound systemowej sceny syn z gościnnym udziałem Chonabibe w utworze tytułowym. W lipcu został opublikowany teledysk do utrzymanej w tonie lokalnego patriotyzmu kompozycji "Wschód". W międzyczasie grupa wystąpiła na festiwalu Sławska Noc Reggae 2014. Następnie zespół dał w koncert w ramach Perform Festiwal. W październiku został opublikowany szósty teledysk Chonabibe do utworu "Sami na nocnej trasie" zrealizowany przez grupę filmową Holeinmoon. W styczniu 2015 roku odbyła się premiera ostatniego teledysku promującego debiut zespołu pt. "Migracje" z gościnnym udziałem Junior Stressa. Wideoklip został sfilmowany w Kokino Nero w Grecji. 

## Dyskografia
Albumy
| Tytuł    | Dane dot. albumu                             | Pozycja na liście |
| Tytuł    | Dane dot. albumu                             | POL               |
| -------- | -------------------------------------------- | ----------------- |
| Migracje | - Data: 8 marca 2014 - Wydawca: Urban Rec    | 20                |
| Panoramy | - Data: 12 czerwca 2015 - Wydawca: Urban Rec | 24                |

Notowane utwory
| Tytuł                     | Rok  | Pozycja na liście | Album    |
| Tytuł                     | Rok  | RDC               | Album    |
| ------------------------- | ---- | ----------------- | -------- |
| "Chodzę własnymi drogami" | 2013 | 8                 | Migracje |

Inne
| Album                                      | Rok  | Utwór                                               | Źródło |
| ------------------------------------------ | ---- | --------------------------------------------------- | ------ |
| Junior Stress - Sound systemowej sceny syn | 2014 | "Sound systemowej sceny syn" (gościnnie: Chonabibe) | [ 12 ] |
| SinSen - DygresJa                          | 2014 | "Pragnienie" (gościnnie: Chonabibe)                 | [ 18 ] |

## Teledyski
| Tytuł                                 | Rok  | Reżyseria/Realizacja | Album       | Źródło |
| ------------------------------------- | ---- | -------------------- | ----------- | ------ |
| "Z muzyką być"                        | 2012 | GrzVideos            | Migracje    | [ 3 ]  |
| "Chodzę własnymi drogami"             | 2013 | Black Media          | Migracje    | [ 4 ]  |
| "Szczerze mówiąc"                     | 2014 | —                    | Migracje    | [ 7 ]  |
| "Co to jest"                          | 2014 | —                    | Migracje    | [ 10 ] |
| "Wschód"                              | 2014 | —                    | Migracje    | [ 13 ] |
| "Sami na nocnej trasie"               | 2014 | Holeinmoon           | Migracje    | [ 14 ] |
| "Migracje" (gościnnie: Junior Stress) | 2014 | —                    | Migracje    | [ 15 ] |
| "Pan ma relaks"                       | 2015 | —                    | Panoramy    | [ 19 ] |
| "Duże dzieci"                         | 2015 | —                    | Panoramy    | [ 16 ] |
| "Zatańczę"                            | 2019 | sensi&               | Cho Na Bibę | [ 20 ] |